# Gendarmeria romena
La Gendarmeria romena (in rumeno: Jandarmeria Română), nome completo Ispettorato generale della Gendarmeria romena, (IGGR) (Inspectoratul General al Jandarmeria Română, IGJR) è il ramo militare delle due forze di polizia della Romania (la Polizia romena è quella civile).
La Gendarmeria è subordinata al Ministro degli affari interni e non ha responsabilità e compiti di polizia militare, di competenza della Polizia militare romena, subordinata all'Esercito della Romania.

## Storia

### Gli inizi
Il primo corpo di Gendarmeria è stato creato il 3 aprile 1850 in Moldavia dal Principe Alexandru Grigore Ghica. Dopo l'Unione della Valacchia e della Moldavia nel 1859 sotto Alexandru Ioan Cuza, la Gendarmeria è stato subordinata al Ministero della guerra come forza armata indipendente.
Durante la Guerra d'indipendenza rumena del 1877-1878, il suo ruolo principale era quello di polizia militare, prendendo parte al combattimento.

### Gendarmeria rurale
Nel 1893, la Gendarmeria Rurale (Jandarmeria Rurala) è stata istituita con la Legge per l'organizzazione della Gendarmeria rurale (Legea pentru organizarea Jandarmeriei Rurale) come un corpo militare sotto l'autorità del Ministero della Giustizia e per compiti di polizia extraurbana, sotto l'autorità del Ministero di Guerra per le funzioni di polizia militare. Il disegno di legge è stato proposto dal governo conservatore di Lascăr Catargiu e fu promulgato dal re il 30 agosto 1893. Il primo articolo del decreto per quanto riguarda l'attuazione della legge della Gendarmeria Rurale segnala che:
L'organizzazione della gendarmeria rurale, come descritto nella legge, rende questa istituzione un corpo militare, subordinato al Ministro dell'Interno, con la missione di mantenere l'ordine pubblico e la sicurezza. È inoltre subordinato al Ministro della Giustizia, il Ministro per la Pubblica Sicurezza, e per il ministro della guerra per tutti gli aspetti riguardanti la disciplina militare, il comando e la formazione delle truppe.
La rivolta del 1907 dei contadini rivelò l'impreparazione della Gendarmeria e della sua incapacità di controllare e sedare la ribellione. Di conseguenza, un altro disegno di legge (Legea Jandarmeriei) è stata adottata il 24 marzo 1908. La nuova legge riorganizza l'istituzione, che la rende un componente dell'esercito con mansioni di trasferimento di ufficiali commissionati dall'esercito alla Gendarmeria.

### Le guerre mondiali
La Gendarmeria rumena fu impegnata durante la Seconda guerra balcanica e la prima guerra mondiale, con compiti di polizia militare, polizia di frontiera, con il compito di importanti installazioni e organizzare l'evacuazione durante la ritirata del 1916. Il corpo è stato anche impegnato nel combattimento reale durante la campagna del 1917 (si veda anche la campagna rumena della Prima Guerra Mondiale). La Gendarmeria ha curato la smobilitazione dell'esercito nel luglio del 1918 e la ri-mobilitazione nel mese di ottobre 1918 ed ha mantenuto l'ordine pubblico nei nuovi territori.
Dopo l'ingresso della Romania nella seconda guerra mondiale, il 22 giugno 1941, la Gendarmeria ha assunto di nuovo compiti di polizia militare. È stata anche coinvolta nella deportazione degli ebrei e degli zingari a Transnistria nel 1941 e nel 1942.

### Guerra fredda
Dopo la Guerra fredda, il regime comunista epurò e sciolse (in data 23 gennaio 1949) la Gendarmeria e il suo personale venne ridistribuito alla Direzione, appena creato il corpo delle truppe di sicurezza, sul modello delle truppe interne del NKVD.

### Dopo il 1989
La Gendarmeria romena è stata ristabilita il 5 luglio 1990.
A partire dal 2006, il corpo ha abbandonato la coscrizione, nel 2007 è diventata una forza militare definitivamente.

## La Gendarmeria nella dittatura comunista

### "Siamo la gendarmeria, difendere l'oligarchia"
La Gendarmeria rumena è stata utilizzata dai dittatori che si sono succeduti alla guida del Paese, come uno strumento anti-democratico di oppressione del popolo e dei fattori che misero in pericolo l'opporsi alla dittatura, la dittatura di Carlo II fino all'introduzione della democrazia in Romania (vedi sotto legge n 116 del 18 giugno 1998, relativa all'organizzazione e al funzionamento della Gendarmeria rumena e n. 550/2004 sull'organizzazione e il funzionamento della Gendarmeria rumena).
Queste attività di gendarmeria riprovevoli proseguite durante i diversi dittatori comunisti nelle "forze di sicurezza".

### Le forze di sicurezza
Con l'Ordinanza Nr. 10052 / 23 gennaio 1949 alla Gendarmeria fu dato il compito di stabilire le truppa MI "Truppe di sicurezza".
Successivamente, tutte le truppe della gendarmeria e dei centri di formazione passarono alle truppe di comando di sicurezza, mentre la gendarmeria rurale fu subordinata alla "Direzione generale della Milizia".

## Organizzazione

### Ispettorato generale della Gendarmeria
L'Ispettorato generale della Gendarmeria è la struttura centrale della Gendarmeria rumena sotto il comando di un ispettore generale, nominato dal ministro degli affari interni.
L'ispettore generale è assistito da tre vice. Il primo vice (prim- coadiuvante) è il capo di stato maggiore della Gendarmeria e dirige la pianificazione operativa e di gestione. Gli altri due vice gestiscono le risorse umane, le direzioni delle scuole militari, la logistica e le direzioni per la comunicazione (rispettivamente).
Il compito dell'Ispettorato generale è quello di pianificare, gestire, coordinare e controllare gli ispettorati territoriali, le squadre mobili, la Brigata di Intervento Speciale e le scuole militari. L'Ispettorato generale della Gendarmeria agisce anche come un'interfaccia di organizzazione con le altre forze dell'ordine e il Ministero degli affari interni.

### Organizzazioni territoriali
La Gendarmeria rumena è divisa in 41 ispettorati territoriali, corrispondenti a ciascuna provincia (Judet), e la Direzione Generale della Gendarmeria a Bucarest.
Inoltre, vi sono otto Gruppi di Gendarmerie Mobile (Grupări cellulare) che operano su base territoriale, con sede a Bacău, Brașov, Cluj Napoca, Costanza, Craiova, Ploiești, Târgu Mureș e Timișoara.

### Brigata di Intervento Speciale
La "Vlad Tepes" (Brigada Specială de Intervenţie a Jandarmeriei) ha giurisdizione nazionale. Gestisce situazioni particolari e ad alto rischio, come i pesanti disordini, il salvataggio di ostaggi, l'antiterrorismo e particolari operazioni.

### Scuole militari
I Cadetti vengono addestrati per diventare sottufficiali nella Scuola di polizia Alexandru Ioan Cuza
a Bucarest.
Inoltre, il  Mihai Viteazul (Scuola Militare di Bucarest) offre corsi post laurea (in collaborazione con la gendarmeria francese).

### Combattimento e Logistica di Base
Conosciuto anche come "Baza de Aprovizionare pentru Luptă și Gospodărire" (BALG), "Baza de Administrare și Deservire" o "UM 0260" è un'unità tecno-amministrativa sotto il comando del generale dell'Ispettorato della Gendarmeria. I suoi compiti principali comprendono l'amministrazione degli edifici e altre strutture all'interno del cortile dell'Ispettorato, il poligono di tiro della Gendarmeria, la riparazione e la manutenzione delle aziende agricole che forniscono cibo per il personale della Gendarmeria. Le aziende agricole sono situate a nord di Bucarest.

### Elenco dei comandanti
| - Mihail Rasty (1893–1896) - Ioan Manoliu (1896–1898) - Sache Poroineanu (1898–1899) - Nicolae Alexandrescu (1899–1901) - Gheorghe Mirinescu (1901–1908) - Anton Berlescu (1908–1917) - Constantin Sterea (1917–1918) - Ludovig Mircescu (1918–1919) - Ștefan Ștefănescu (1919–1920, 1922–1927) - Mihail Racoviță (1920–1922) - Ioan Vlădescu (1927) - Cleante Davidoglu (1927–1928) - Gheorghe Constantinescu (1928–1929) - Constantin Stavăr (1929–1930) - Eracle Nicoleanu (1930–1931) - Constantin Dimitrescu (1931–1934) | - Barbu Părăianu (1934–1938) - Ioan Bengliu (1938–1940) - Ioan Topor (1940) - Constantin Vasiliu (1940–1944) - Constantin Anton (1944–1946) - Ioan Alistar (1946–1949) - Ion Bunoaică (1990–1995) - Octavian Chițu (1995–1996) - Stan Stângaciu (1996–1999) - Anghel Andreescu (1999–2001) - Tudor Cearapin (2001–2005) - Costică Silion (2005–2009) - Olimpiador Antonescu (2009– 2010) - Coste Gavrilă (2010–2012) - Mircea Olaru (2012 - ) |

## Compiti
I suoi compiti istituzionali includono:
- Mantenimento e ristabilimento dell'ordine pubblico:
  - Azioni antisommossa
  - Sorveglianza delle aree montuose e delle aree costiere romene del Mar Nero
  - Attività antiterrorismo
- Ricerca e cattura di disertori ed evasi:
- Sicurezza delle installazioni vitali e sensibili, tra cui:
  - Pubbliche istituzioni, ministeri e tribunali
  - Ambasciate e consolati
  - Aeroporti internazionali (sino al 2005)
  - Musei nazionali
  - Installazioni nucleari
- Sicurezza e protezione delle corrispondenze segrete su tutto il territorio romeno.

Inquadrata nella Forza di gendarmeria europea, opera anche in missioni all'estero.

## Uniforme

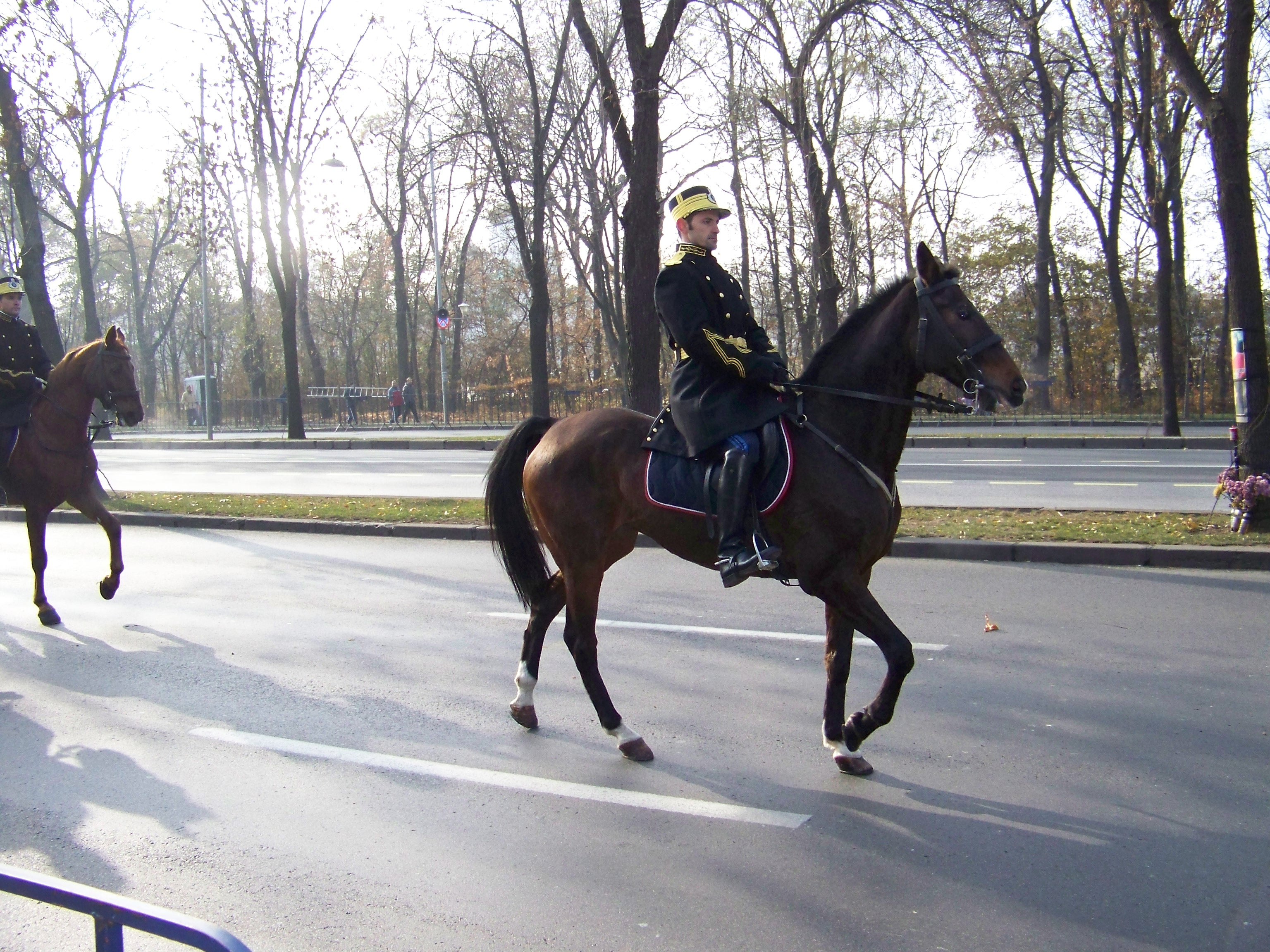
Gendarme del Reparto Cavalleria in inverno

La Gendarmeria a Cavallo in abito invernale nel periodo fino al 1915 indossava un abito distintivo che comprendeva un sciaccò con pennacchio bianco, tunica blu scuro con risvolti rossi, bianchi, controspallina e cordelline più pantaloni blu chiaro con strisce rosse. Le unità a cavallo della Gendarmeria indossavano un elmo d'argento con Spike e pennacchio bianco, una tunica simile al ramo piede, ma con spalline gialle e cordelline, pantaloni bianchi e stivali alti.
Attualmente i gendarmi rumeni indossano caschi blu scuro / basco, magliette / t-shirt e pantaloni le uniformi di tutti i giorni, mentre l'alta uniforme consiste in una tunica luce blu, camicia bianca, cravatta blu scuro e pantaloni blu scuro per i sottufficiali, e una tunica blu scuro, camicia bianca e pantaloni blu scuro per il sottufficiali e soldati semplici. La Guardia d'Onore (Garda de Onoare) indossa una uniforme della luce blu e nero di stile ottocentesco con kepis piumati, bianche spalline frange e rivestimenti rossi.

## Gradi e insegna
La Gendarmeria è un corpo militare, per questo utilizza lo stesso sistema di classificazione della Forțele Terestre Române.

### Spallino Ufficiali (UF 10 - 6) e Ufficiali (5 - 1)
| Grado                | Insegna spallino | Traduzione            |
| -------------------- | ---------------- | --------------------- |
| General              |                  | Generale              |
| General - Locotenent |                  | Generale Luogotenente |
| General-maior        |                  | Maggior Generale      |
| General de brigadă   |                  | Generale di Brigata   |
| Colonel              |                  | Colonnello            |
| Locotenent - Colonel |                  | Tenente Colonnello    |
| Maior                |                  | Maggiore              |
| Căpitan              |                  | Capitano              |
| Locotenent           |                  | Tenente               |
| Sublocotenent        |                  | Sottotenente          |
| Candidat Oficial     |                  | Candidato Ufficiale   |
| Elev Oficial         |                  | Allievo Ufficiale     |

### Altro / Classifica arruolamento (1 - 9)
| Grado                 | Insegna spallino | Traduzione               |
| --------------------- | ---------------- | ------------------------ |
| Plutonier adjutan șef |                  | Plotoniere aiutante-capo |
| Plutonier adjutan     |                  | Aiutante Plotoniere      |
| Plutonier-major       |                  | Plotoniere maggiore      |
| Plutonier             |                  | Plotoniere               |
| Sergent-major         |                  | Sergente maggiore        |
| Sergent               |                  | Sergente                 |
| Caporal               |                  | Caporale                 |
| Fruntaș               |                  | Maggiore                 |
| Jandarm               |                  | Gendarme                 |

## Affiliazioni internazionali
La Gendarmeria rumena è un membro a pieno titolo dell'Associazione della Comunità europea e delle Forze di Polizia e gendarmerie mediterranee di stato militare (FIEP), insieme con la Gendarmeria francese, l'Arma dei Carabinieri, la Guardia Civil, la Guarda Nacional Republicana, la Gendarmeria turca, la Gendarmeria Reale marocchina e la Marechaussee.
Dopo l'adesione della Romania all'Unione europea, la Jandarmeria ha cercato di essere accettata come osservatore permanente della Forza di gendarmeria europea, come primo passo verso la piena adesione. Il 3 marzo 2009, la Gendarmeria rumena è divenuta membro a pieno titolo della Forza di gendarmeria europea.

## Missioni internazionali
Dal febbraio 2002, 115 gendarmi romeni sono stati dispiegati a Peć, in Kosovo, nell'ambito della forza di polizia dell'UNMIK.

## Conclusioni
La prospettiva storica dei 23 anni del processo di ripristino della Forza può testimoniare la difficoltà del compito svolto fino ad ora. Si evidenziano alcune conclusioni circa il processo di recupero della Forza:
- La storia ha svolto un ruolo importante nel processo di recupero della Forza. Temporaneamente soggetta a cancellazione nel modello straniero, la Gendarmeria romena ha trovato forza e ispirazione nella sua storia e le tradizioni che hanno coinvolto ed alimentato il suo approccio che gli ha permesso di reinventare se stessa e tornare nel diritto istituzionale dello Stato romeno.
- Il contesto storico ha generato una nuova forma di manifestazione del modello di forza, creando l'ordine duale e la sicurezza pubblica basata sulla condivisione delle responsabilità giuridiche tra il sistema di polizia e gendarmeria. Questo sistema ibrido, adattato alle esigenze della società romena garantisce un elevato livello di sicurezza pubblica in Romania e un posto fondamentale nella Forza di tale architettura.

Per quanto riguarda il ruolo della personalità nella storia, attività e promossa e sostenuta, dopo la rivoluzione, il primo comandante delle idee della Gendarmeria gl. lt. dr. Ion Bunoaică sono definitive, anche oggi.
La matrice culturale del popolo rumeno ha avuto la sua parte nel processo di recupero della Forza. Le persone di origine latina, i romeni si sentono al sicuro con una forza di polizia che ha uno status militare. L'alto livello di credibilità dimostrato della Forza.
L'attrito con la polizia e le altre istituzioni di pubblica sicurezza sono stati un fattore positivo che ha favorito il processo di recupero della gendarmeria e ha fornito una qualità superiore per l'evoluzione di entrambe le istituzioni.
Un'ultima cosa che non deve essere trascurata nel processo di transizione e modernizzazione dell'istituzione tra il 2000 e il 2010 è il costante sostegno fornito dalla Gendarmeria nazionale francese, sia attraverso progetti bilaterali o attraverso progetti europei. La presenza quasi solitaria nello spazio è la Gendarmeria romena gestita con grande difficoltà in un processo di recupero lungo e difficile dopo la caduta del sistema socialista. Essendo un'istituzione pro-attiva e innovativa che ha saputo non solo sviluppare un recupero storico, ma una modernizzazione di qualità in conformità con le nuove sfide alla sicurezza.